# Ukweli Roach
Ukweli Roach (* 22. September 1986 in Derby, Derbyshire) ist ein britischer Schauspieler in Film, Fernsehen und Theater. International bekannt wurde er als Psychiater Dr. Robert Borden in der Krimiserie Blindspot.

## Leben und Karriere
Der 1986 geborene Ukweli Raphael Roach ist der Sohn einer englischen Mutter und eines guyanischen Vaters. Aufgewachsen ist er in Woolwich. Roach dachte über ein Jurastudium nach, wechselte jedoch nach seiner Aufnahme an die Royal Academy of Dramatic Art in London das Studienfach. Nach seinem Abschluss am (RADA) im Jahre 2009 war er auch als Theaterschauspieler am Globe Theatre in der Rolle des Tybalt in einem Romeo und Julia Stück zu sehen.
Ukweli Roach konnte sich schon in jungen Jahren für den Tanz als künstlerische Ausdrucksform begeistern. Er ist ein versierter Straßentänzer nach Vorbild der Nicholas Brothers und darüber hinaus Leiter des Tanzensembles Birdgang. Mit der internationalen HipHop-Tanzshow Blaze ging er international auf Tour und spielte in Videos der Musik und Performance Künstlerinnen Mariah Carey und Kylie Minogue mit. So kam er 2010 zu seiner ersten großen Kinorolle als Jay in dem Tanzfilm StreetDance 3D. Ein Jahr später spielte er unter der Regie von Lone Scherfig in dem romantischen Drama Zwei an einem Tag mit Anne Hathaway, Jim Sturgess und Patricia Clarkson in den Hauptrollen die kleine Nebenrolle eines Rappers.
Seit 2012 sah man ihn auch in verschiedenen komplexeren TV-Rollen. So spielte er den Anwalt Tom Greening in der Fernsehserie Eternal Law in sechs Episoden der Serie, des Weiteren trat er in der Fernsehserie Starlings zwischen 2012 und 2013 in zwölf Folgen als Reuben in Erscheinung. Danach war er in neun Episoden von The Royals als Marcus Jeffrys zu sehen. In der Endzeit Miniserie Hard Sun gab er in drei Folgen ein Gastspiel als Will Benedetti. Seine bisher größte Rolle spielte er von 2015 bis 2020 in 43 Episoden der Krimiserie Blindspot, wo er den Charakter des Dr. Robert Borden verkörperte. In der Fernsehserie Humans im Jahr 2019 spielte er in sieben Episoden den Part des Anatole.

## Filmografie

### Filme
- 2010: StreetDance 3D
- 2011: Zwei an einem Tag (One Day)

### Fernsehen
- 2012: Eternal Law (Fernsehserie, 6 Episoden)
- 2012: Monroe (Fernsehserie, 1 Episode)
- 2012–2013: Starlings (Fernsehserie, 12 Episoden)
- 2013: Drifters (Fernsehserie, 1 Episode)
- 2014: Silk – Roben aus Seide (Fernsehserie, 1 Episode)
- 2014: Alt (Fernsehfilm)
- 2014: Grantchester (Fernsehserie, 2 Episoden)
- 2015: The Royals (Fernsehserie, 9 Episoden)
- 2015: Dickensian (Fernsehserie, 1 Episode)
- 2015–2020: Blindspot (Fernsehserie, 43 Episoden)
- 2018: Hard Sun (Fernsehminiserie, 3 Episoden)
- 2018: Humans (Fernsehserie, 7 Episoden)
- 2020: Death in Paradise (Fernsehserie, 1 Episode)
- 2021: The Prince (Fernsehserie, 3 Episoden)
- 2021–2023: Annika (Fernsehserie, 7 Episoden)
- 2022: The Midwich Cuckoos (Fernsehserie, 7 Episoden)
- 2022: Wolf (Fernsehserie, 1 Episode)

### Kurzfilme
- 2010: Venus & the Sun